# Peter Werndl
Peter Werndl (* 1947 in Göggingen) ist ein deutscher Jurist.

## Leben
Werndl begann ab 1975 seine Karriere beim Bayerischen Staatsministerium der Justiz. Er agierte als Staatsanwalt und als Richter am Landgericht München II und am Oberlandesgericht München sowie als Referent am Bayerischen Verfassungsgerichtshof. Ab dem 16. Oktober 1999 war Werndl Präsident am Landgericht Augsburg. Den „weitaus größten Teil seiner beruflichen Tätigkeit“ übte er für die Personalabteilung des Staatsministeriums der Justiz aus, welche Werndl ab dem 1. August 2002 als  Ministerialdirigent leitete. In Nachfolge von Michael Meisenberg wurde er zum 1. Dezember 2009 zum Präsidenten des Oberlandesgerichts Bamberg bestimmt. Zum 1. Februar 2013 ging Werndl in den Ruhestand. Sein Nachfolger wurde Clemens Lückemann.